# Sint-Martinuskerk (Gent)
De Sint-Martinuskerk is een kerk in de Belgische stad Gent. De kerk staat in de wijk Ekkergem en is een van de oudste parochiekerken van Gent. Ze wordt het eerst vermeld in een oorkonde van Lotharius uit 966.

## Bouwgeschiedenis
De huidige Sint-Martinuskerk is een gotische hallenkerk met transept uit de zestiende eeuw. Haar voorganger was een romaanse kerk. Restanten van deze oude kerk zijn terug te vinden in de basis van de kerk, van het transept in Doornikse kalksteen en het onderste gedeelte van de vieringtoren. Het bovenste gedeelte van de toren in Balegemse steen en de spits zijn van 1502-1509.
Ook deze kerk had te lijden van de Beeldenstorm en werd ernstig beschadigd tussen 1577 en 1578. In de 17e eeuw werd ze heropgebouwd. Het hoofdaltaar is versierd met een schilderij Verrijzenis van Christus van Gaspar de Crayer. Er hangen nog vier andere werken van deze schilder in de kerk.
Een houten spitstongewelf dat het stenen gewelf van het kerkschip bedekt stamt uit 1875. Van 1903 tot 1907 werd de kerk grondig gerestaureerd door architect Modeste de Noyette van Gent.

## De scheve torenspits

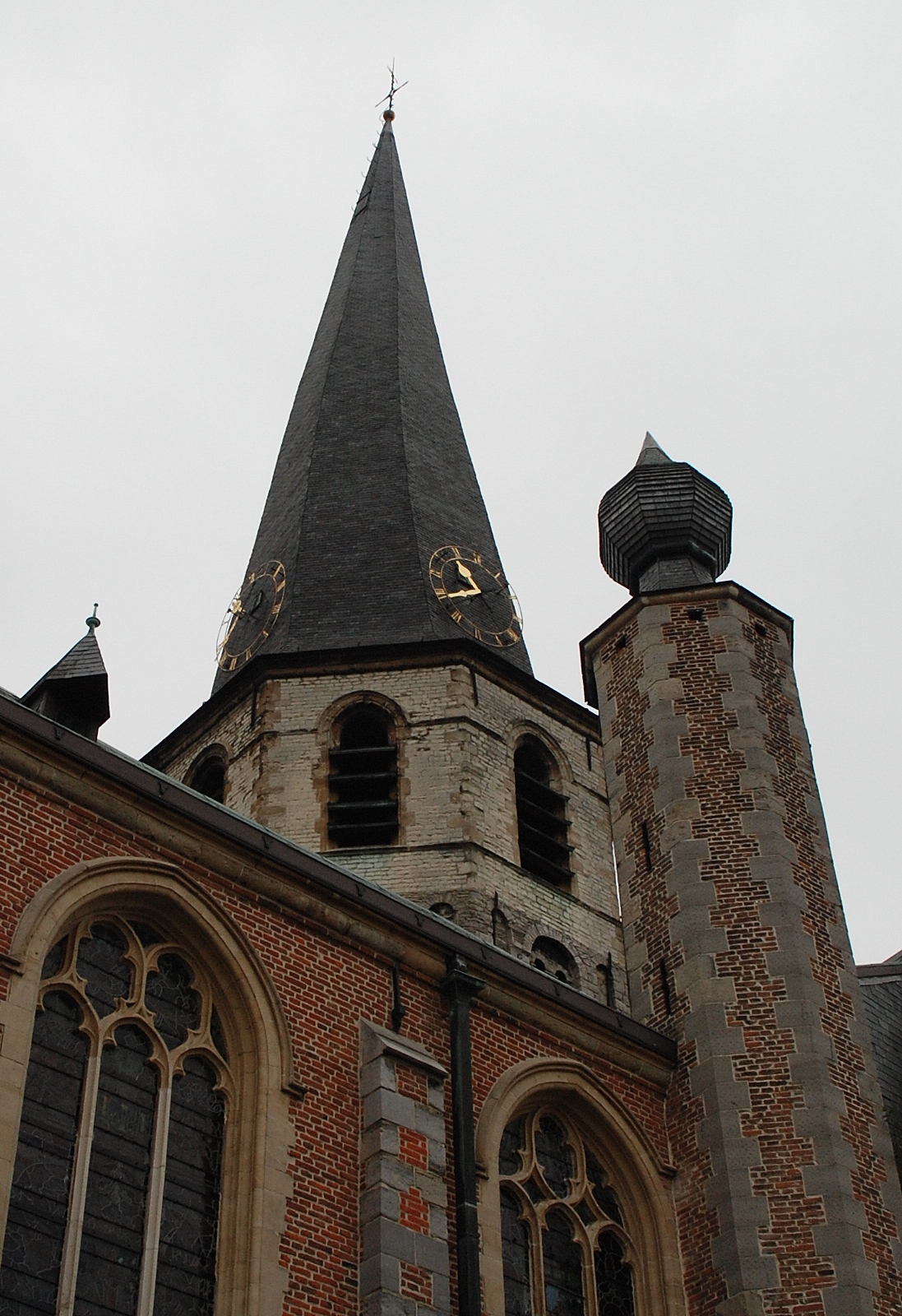
De scheve torenspits

Zij die iets weten over deze kerk vertellen dat de architect zelfmoord heeft gepleegd door zich van de toren te werpen. Hij kreeg de toren niet recht. Hoogstwaarschijnlijk is dat een legende zoals die ook ontstond voor de kerk van Verchin in Frankrijk om deze eigenaardigheid te illustreren. Een verhaal dat de scheve torenspits moet verklaren is het leveren door de abt van de Sint-Baafsabdij in Gent van balken die onvoldoende gedroogd waren. Ze werden gebruikt voor de herstelling van de toren zodat de constructie bij het drogen van het hout krom trok, onder druk van de overheersende westenwinden. Een ander verhaal spreekt over een groot onweer en een blikseminslag op de toren.

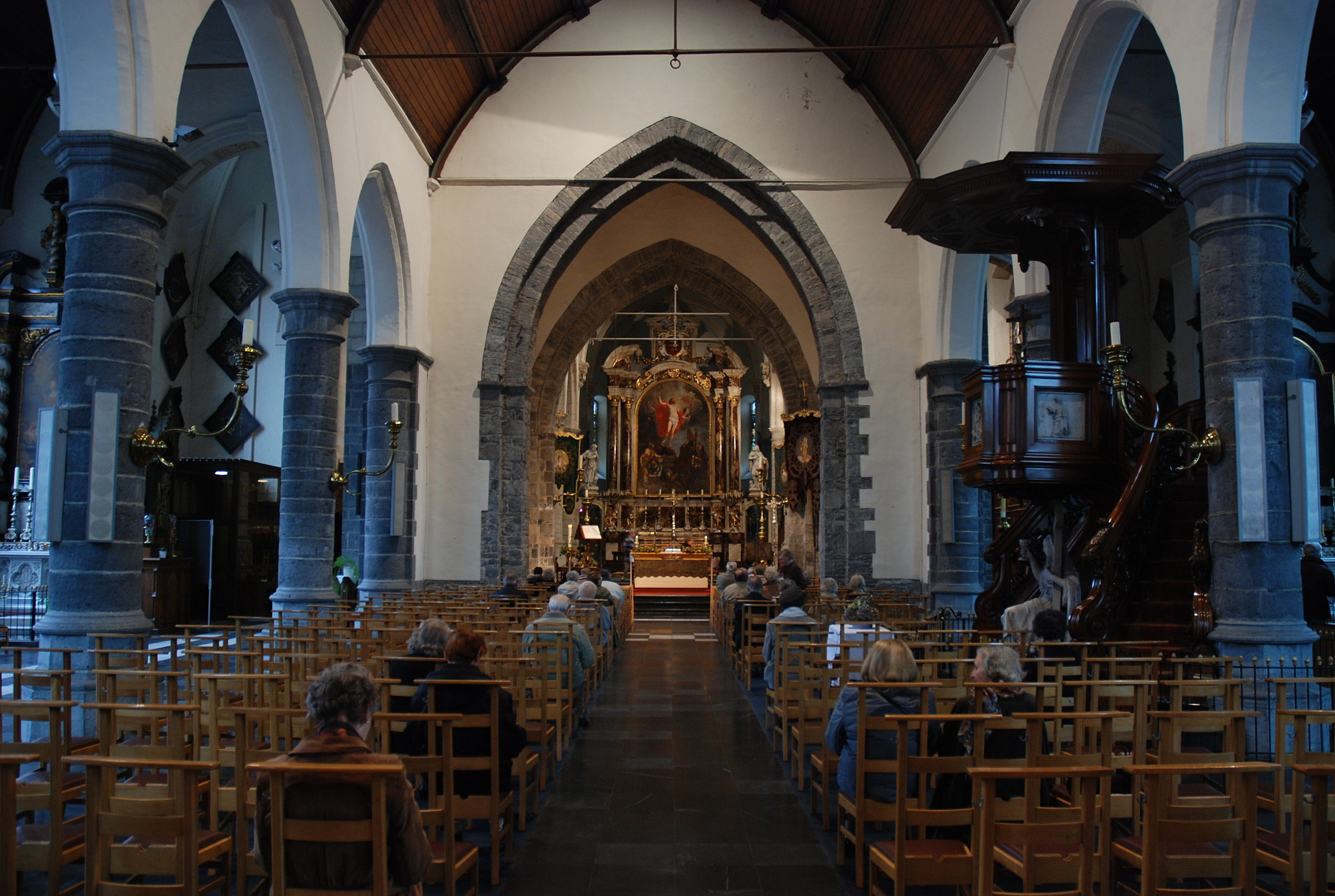
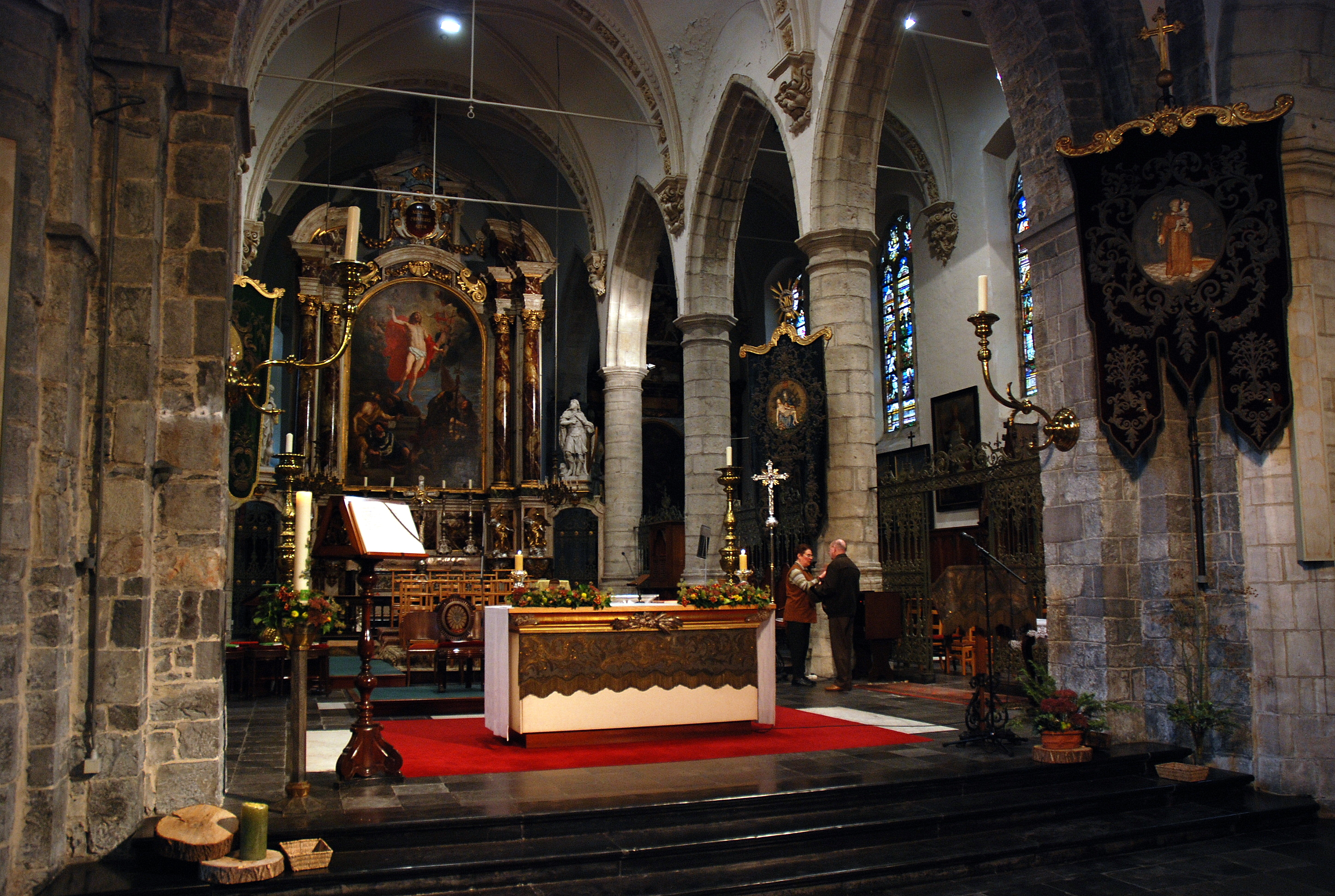
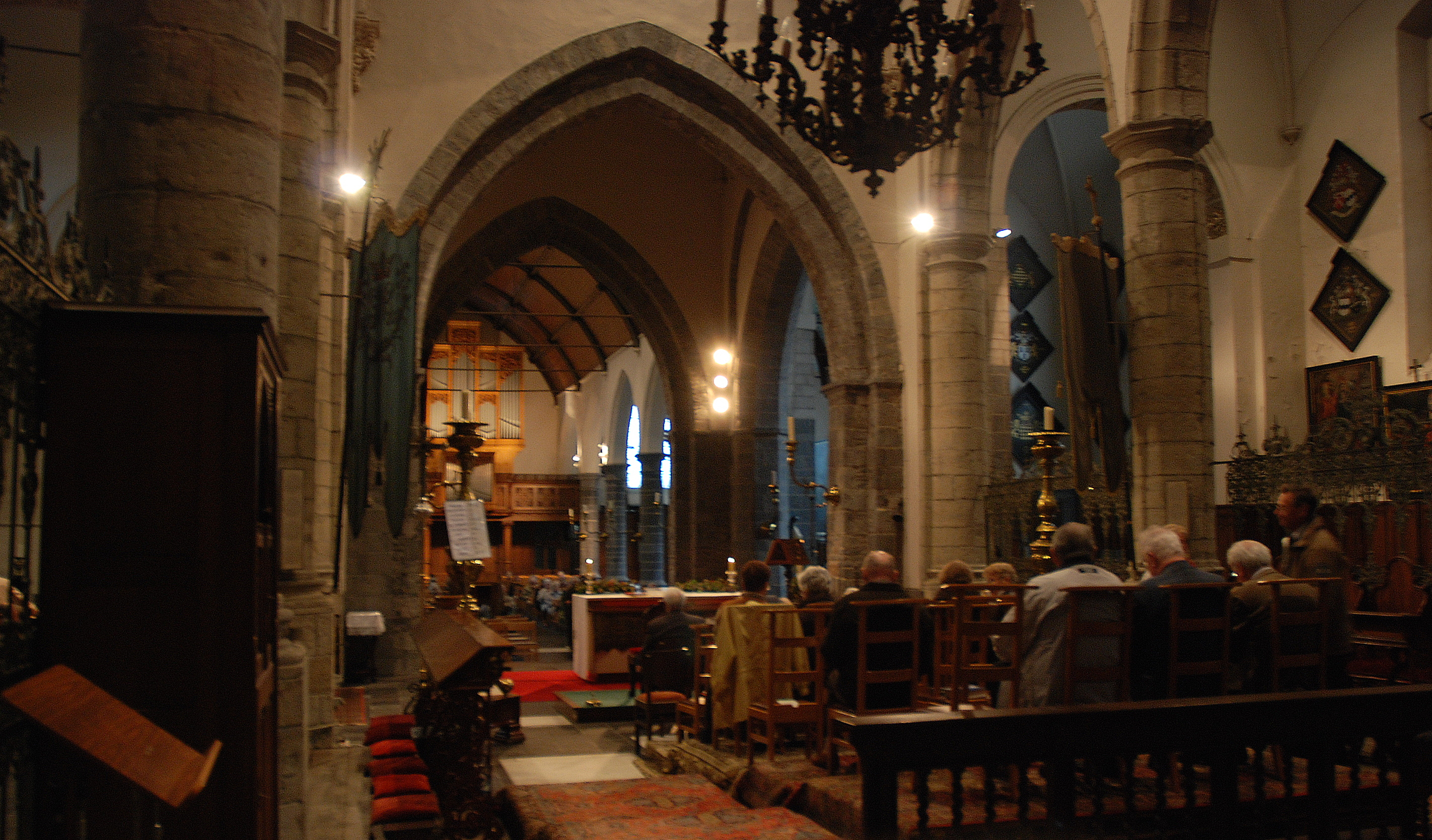
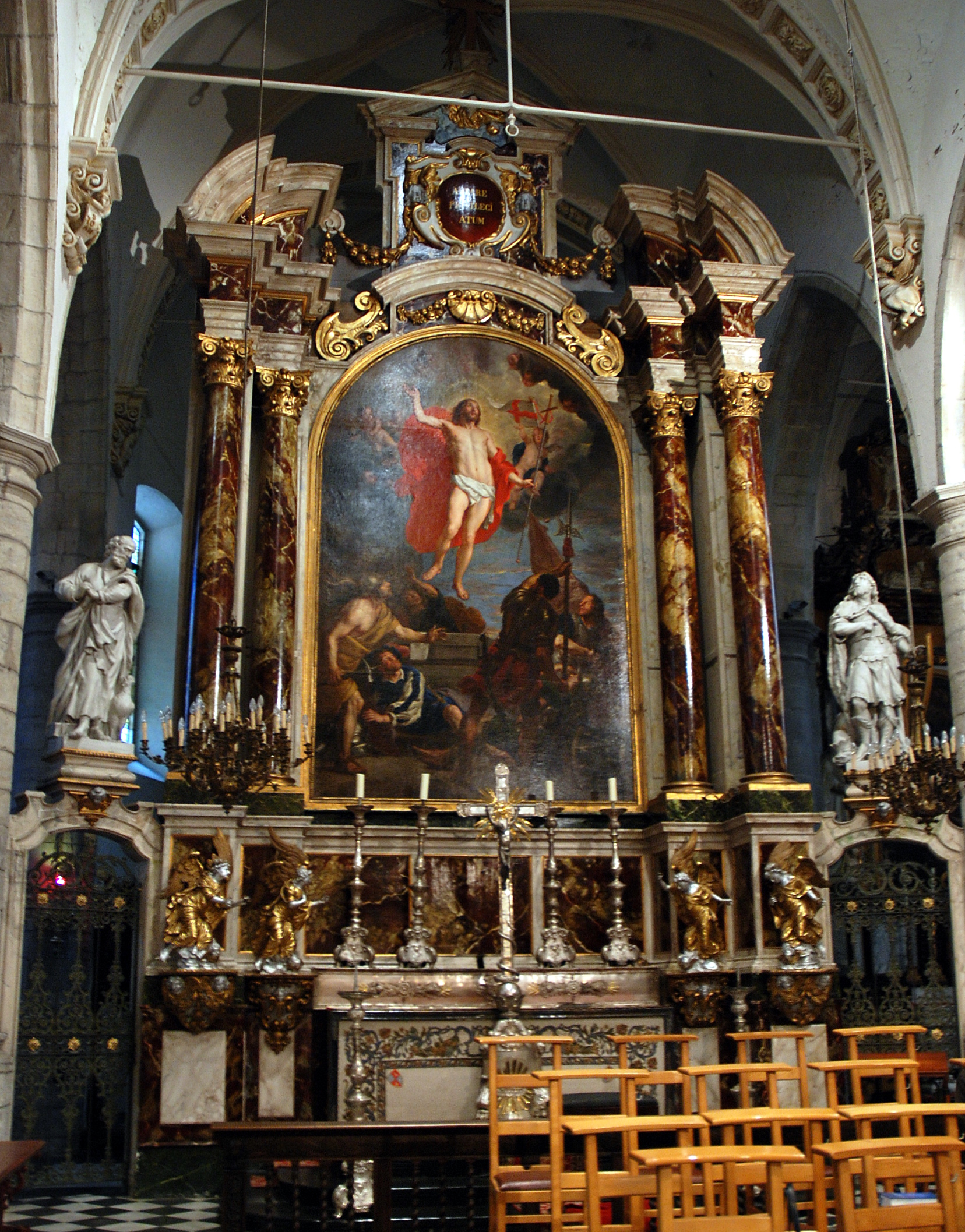
Hoofdaltaar met Verrijzenis van Christus